# Pilisborosjenő, Pesta
Pilisborosjenő  este un sat în districtul Pilisvörösvár, județul Pesta, Ungaria, având o populație de 3.362 de locuitori (2011). 

## Demografie
Componența etnică a satului Pilisborosjenő
     Maghiari (90,56%)
     Germani (5,9%)
     Necunoscut (1,64%)
     Alții (1,89%)
Componența confesională a satului Pilisborosjenő
     Romano-catolici (31,35%)
     Fără religie (19,63%)
     Reformați (9,4%)
     Atei (2,53%)
     Luterani (1,78%)
     Greco-catolici (1,01%)
     Necunoscută (33,94%)
     Alte religii (4,25%)
Conform recensământului din 2011, satul Pilisborosjenő avea 3.362 de locuitori. Din punct de vedere etnic, majoritatea locuitorilor (90,56%) erau maghiari, cu o minoritate de germani (5,9%). Apartenența etnică nu este cunoscută în cazul a 1,64% din locuitori. Nu există o religie majoritară, locuitorii fiind romano-catolici (31,35%), persoane fără religie (19,63%), reformați (9,4%), atei (2,53%), luterani (1,78%) și greco-catolici (1,01%). Pentru 33,94% din locuitori nu este cunoscută apartenența confesională.